# White-out-Hügel
White-out-Hügel är en kulle i Antarktis. Den ligger i Östantarktis. Nya Zeeland gör anspråk på området. Toppen på White-out-Hügel är 888 meter över havet.
Terrängen runt White-out-Hügel är huvudsakligen kuperad, men den allra närmaste omgivningen är bergig. Trakten är obefolkad. Det finns inga samhällen i närheten. 